# Mario Gasbarri
Mario Gasbarri (Monteflavio, 21 aprile 1951 – Roma, 11 febbraio 2012) è stato un politico italiano, senatore della Repubblica del Partito Democratico per tre legislature.

## Biografia
Ha ricoperto per 16 anni, dal 1976 al 1992 la carica di sindaco di Monteflavio, suo paese natale.
È stato eletto senatore nel 2001 con i Democratici di Sinistra, riconfermato nel 2006 e nel 2008 con il Partito Democratico.
Durante la XIV Legislatura Senato (2001 - 2006) ha ricoperto gli incarichi di Membro del gruppo Democratici di Sinistra - L'ulivo, Membro della 13ª Commissione permanente (Territorio, ambiente, beni ambientali), Membro della Commissione parlamentare d'inchiesta sulle cause dell'inquinamento del fiume Sarno, Membro della Commissione parlamentare consultiva in ordine all'attuazione della riforma amministrativa ai sensi della legge 15 marzo 1997, n. 59, Membro della Commissione parlamentare d'inchiesta concernente il "dossier Mitrokhin" e l'attività d'intelligence italiana.
Durante la XV Legislatura Senato (2006-2008) ha ricoperto gli incarichi di Membro del gruppo L'Ulivo, 6ª Commissione permanente (Finanze e tesoro), 9ª Commissione permanente (Agricoltura e produzione agroalimentare), 10ª Commissione permanente (Industria, commercio, turismo) e della Commissione parlamentare di inchiesta sull'efficacia e l'efficienza del Servizio sanitario nazionale.
Durante la XVI Legislatura Senato (2008 - 2013)) ha ricoperto l'incarico Membro del Partito democratico e della 4ª Commissione permanente (Difesa)
È scomparso improvvisamente nel 2012 all'età di 60 anni a seguito di un ictus.